# Скополамін
Скополамін — тропановий алкалоїд, що міститься в рослинах родини пасльонових (блекоті, бругмансії, дурмані, беладонні, скополії та деяких інших), антагоніст мускаринових рецепторів. Скополамін діє як неселективний конкурентний інгібітор M1-M5 мускаринових рецепторів, зі слабким гальмуванням M5, і викликає блокаду мускаринових рецепторів у синоатріальному вузлі серця. Скополамін є антихолінергічним засобом, а також пригнічує дію ацетилхоліну в парасимпатичних ділянках гладких м'язів, ЦНС і секреторних залоз. Він блокує зв'язок між нервами вестибулярного апарату та блювотним центром у головному мозку і може безпосередньо блокувати блювотний центр.

## Застосування
У медицині застосовується у складі препарату Аерон як протиблювотний засіб, що використовується для лікування хвороби захитування в транспорті, післяопераційної нудоти та блювання тощо. Препарат протипоказаний пацієнтам з вузькокутовою глаукомою.
У поєднанні з деякими іншими препаратами скополамін використовується як антидепресант для людей, які страждають на великі депресивні розлади.
Інтраназальний скополамін у формі гелю (INSCOP) використовується для лікування хвороби космічного руху в астронавтів та людей, які проходять подібні тренувальні програми, щоб запобігти нудоті та блюванню.

## Цікаві факти
У 1921 році лікар Роберт Ернст Хаус провів експерименти, щоб перевірити вплив скополаміну на пам'ять породіль, і дійшов висновку, що жінки у стані сутінкового сну, викликаного скополаміном у поєднанні з іншим психоактивним препаратом, не могли говорити неправду, оскільки їм бракувало здатності уявляти. Після експерименту Хауса поліція почала використовувати скополамін як сироватку правди в розслідуваннях у 1920-х роках і припинила його застосування лише в 1930-х роках через його побічні ефекти, такі як галюцинації, порушення сприйняття і затуманення зору.
У 1922 році місцевому акушеру з Далласа, доктору Хаусу, спало на думку, що скополамін може допомогти в допиті підозрюваних. Його експеримент привернув увагу громадськості, і відтоді препарат почали називати «Сироватка правди».
Скополамін також використовувався в експериментах проєкту MKUltra.